# Alizaces
Alizaces es una entidad de población española del municipio de Mozárbez, perteneciente a la provincia de Salamanca, en la comunidad autónoma de Castilla y León.

## Historia
Hacia mediados del siglo XIX, el lugar, ya por entonces perteneciente a Mozárbez, tenía contabilizada una población de cuatro habitantes. Aparece descrito en el segundo volumen del Diccionario geográfico-estadístico-histórico de España y sus posesiones de Ultramar de Pascual Madoz con las siguientes palabras:

ALIZACES: desp. agregado al ayunt. de Mozarbes en la prov., part. jud. y ob. de Salamanca (3 leg.): confina al N. con Mozarbes, E. con Terrados, S. con Morilla y O. con Ariseos, ocupa de E. á O. menos de media leg., y otro tanto de N. á S., y comprende 650 huebras de tierra, la mayor parte de pasto en prados y monte de encina, que llena unas 500 fan.: el suelo de su terrazgo y vuelo del monte perteneció al colegio de San Batolomé (el viejo) de Salamanca, menos la octava parte de sus prod. que era de las monjas de Sta. Ursula. Todavia se conservan algunos restos de casas y otros edificios, si bien tiene un solo vec. y 4 hab.: prod.: granos, y ganado lanar, cabrío y de cerda: cap. prod.: 30,000 rs.: imp.: 1,700 rs.; contr. inclusa la del clero, 636 rs.
(Madoz, 1845, p. 13)

En 2023, la entidad singular de población tenía empadronados 37 habitantes.